# Намистюк Михайло Анатолійович
Михайло Анатолійович Намистю́к (нар. 10 червня 1982, Хмельницький) — український графік, живописець; член Національної спілки художників України з 2010 року. Син художника Анатолія Намистюка.

## Біографія
Народився 10 червня 1982 року у місті Хмельницькому (нині Україна). У 2004 році закінчив коледж мистецтв імені Адальберта Ерделі при Закарпатському художньому інституті в Ужгороді ; у 2010 році — Національну академію образотворчого мистецтва та архітектури у Києві (майстерня вільної графіки Андрія Чебикіна).

## Творчість
Автор плакатів, графічних і живописних картин у стилі еклектики. Серед робіт:
плакати
- «Твій стиль» (2004);
- «Фестиваль короткометражних фільмів» (2007);

графіка
- «Оголена» (2009; папір, олівець);
- «Музика фонтана» (2011);

живопис
- «Фруктові сади» (2009; полотно, олія);
- «Море» (2009);
- «Світлана» (2016; полотно, олія);
- «Хмельницький. Фонтан на вулиці Подільська» (2017; полотно, олія).

Бере участь у всеукраїнських художніх виставках з 2007 року. Персональна виставка відбулася у Хмельницькому у 2012 році.